# Kosmonaut

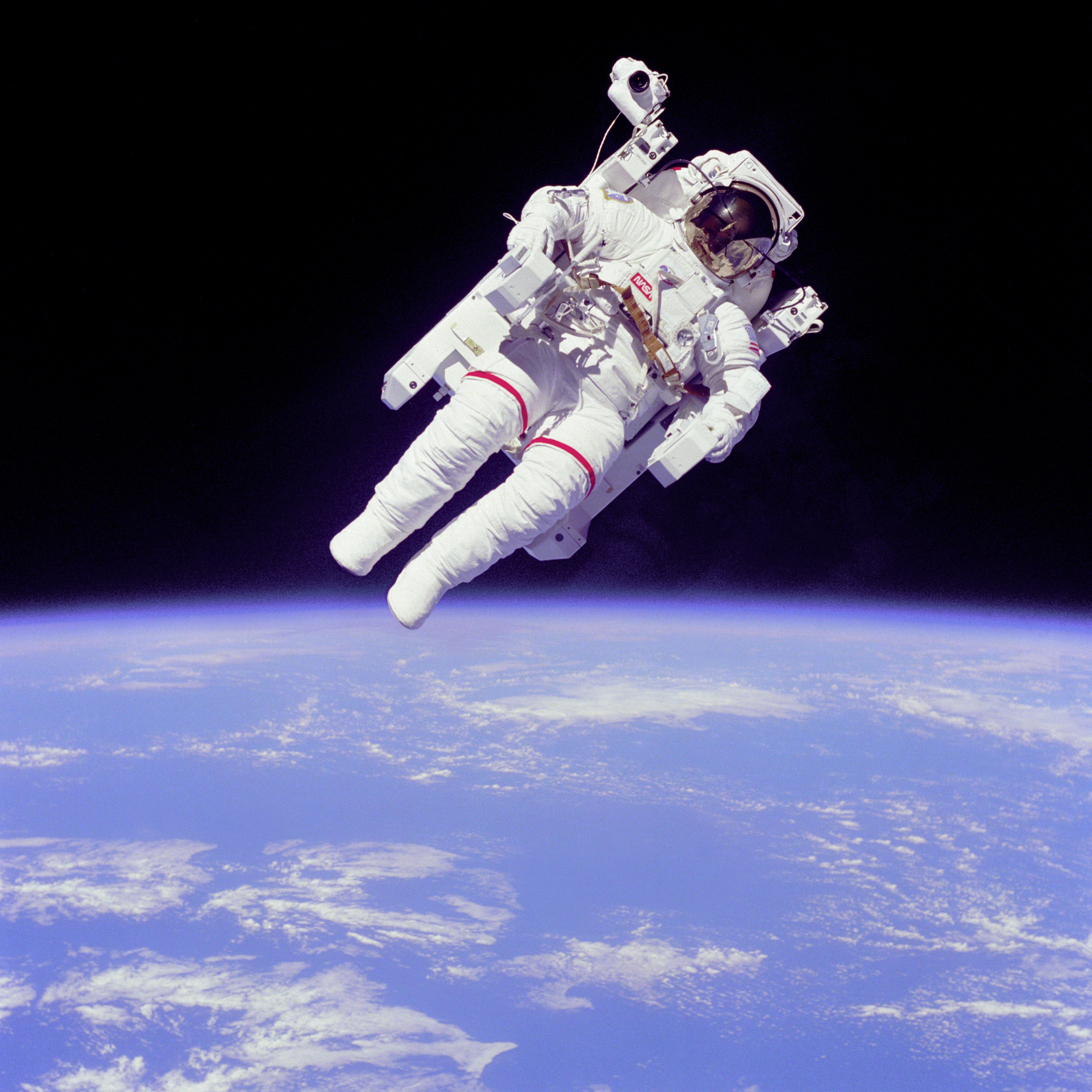
Americký astronaut ve volném prostoru (1984)

Kosmonaut nebo též astronaut či tchajkonaut je člověk, který uskutečnil kosmický let nebo absolvoval přípravu na let.
Podle definice komitétu pro kosmický výzkum COSPAR se za kosmický let považuje let zahrnující nejméně jeden oběh kolem Země nebo let kosmickým prostorem trvající nejméně 90 minut. Podle sportovních pravidel FAI lze za cestu do vesmíru považovat let do výšky vyšší než 100 km. Americké vojenské letectvo USAF jako nejnižší dosaženou výšku pro uznání kosmického letu stanovilo dokonce jen 50 mil, tj. 80,5 km.
Pro cesty do vesmíru a na vesmírnou stanici ISS jsou využívány ruské kosmické lodě Sojuz a po ukončení amerického programu Space Shuttle v roce 2011 jsou od roku 2020 využívány také americké kosmické lodě Crew Dragon. Na dopravu na čínskou vesmírnou stanici Tchien-kung jsou lidé dopravováni čínskou kosmickou lodí Šen-čou.

## Kosmonaut, astronaut, tchajkonaut
Termín kosmonaut se začal používat v Sovětském svazu (rusky космонавт), jako složení řeckých slov κοσμος (kosmos, vesmír) a ναύτης (nautes, námořník), ve stejném významu začali současně ve Spojených státech amerických používat slovo astronaut z řeckého άστρον (astron, hvězda) a ναύτης (nautes, námořník). Slovo kosmonaut se používá pro lidi, kteří letěli sovětskými či ruskými kosmickými loděmi, kdežto osoby využívající amerických kosmických prostředků se označují slovem astronaut. V roce 1995 se Norman Thagard stal prvním Američanem, který letěl do vesmíru na palubě ruské rakety a stal se tak prvním „americkým kosmonautem“.
Když vypustila prvního člověka do kosmu Čína, začal se v anglických verzích čínských médií i západních a českých médiích objevovat termín tchajkonaut (z čínského slova tàikōng-„vesmír“ a řeckého ναύτης-„nautes, námořník“). V čínštině se však tento termín nepoužívá; v ní existuje pojem generálně pro kosmonauty či astronauty jü chang jüan (čínsky pchin-jinem yǔhángyuán, znaky 宇航员, doslova „vesmírný navigační účastník letu“) a chang tchien jüan (čínsky pchin-jinem hángtiānyuán, znaky 航天员, doslova „navigační nebeský účastník letu“) pro kosmonauty Čínské vesmírné agentury.

## Statistiky

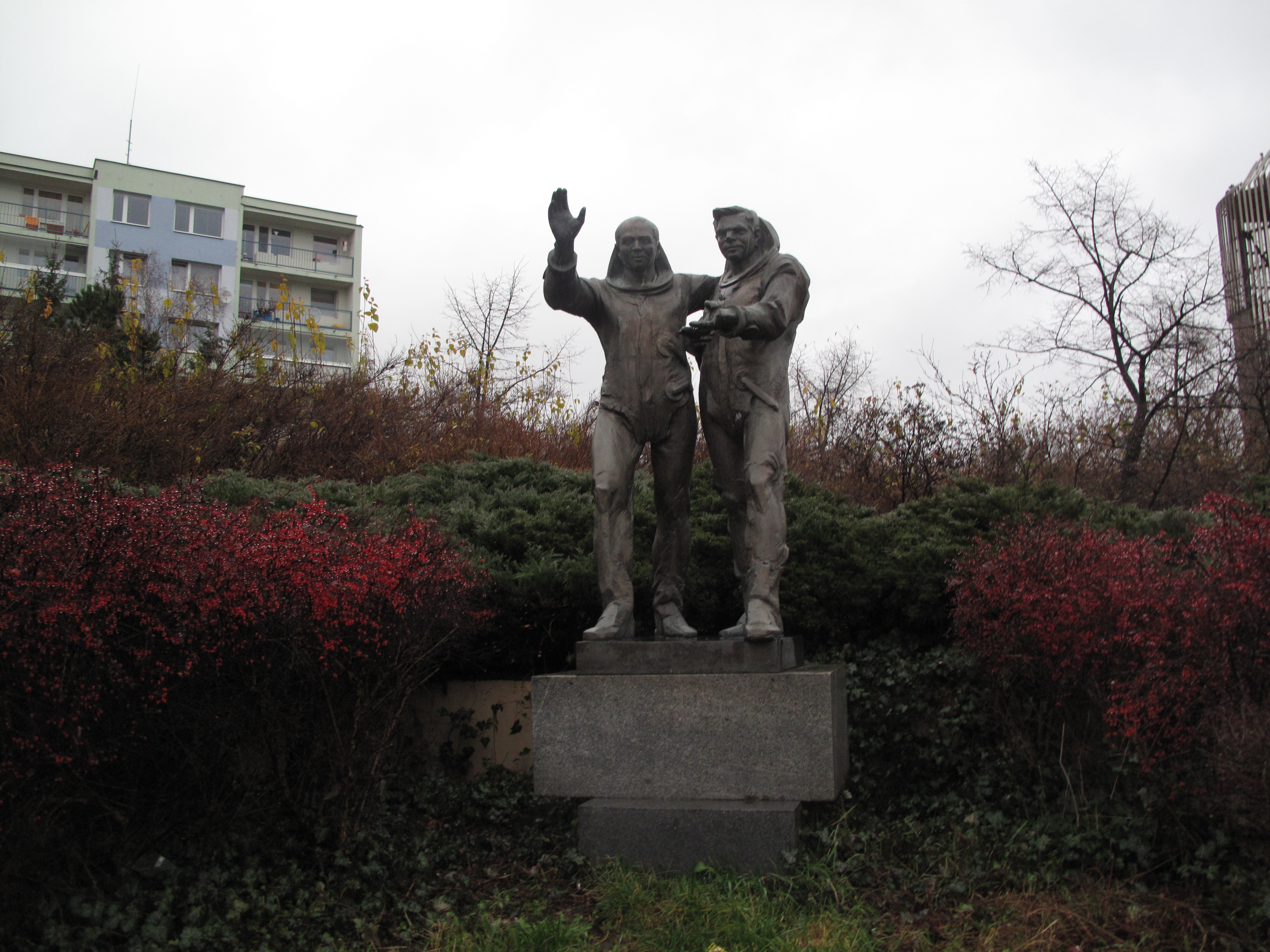
Sousoší kosmonautů (Vladimír Remek a Alexej Gubarev) u stanice metra Háje v Praze

Prvním člověkem ve vesmíru byl Jurij Alexejevič Gagarin, který 12. dubna 1961 na lodi Vostok 1 jedenkrát obletěl Zemi. První Američan, který vykonal orbitální let kolem Země, byl John Herschel Glenn, Jr. (20. února 1962). První ženou ve vesmíru se stala Valentina Vladimirovna Těreškovová. K 18. červnu 2016 se do vesmíru podívalo 544 lidí ze 38 zemí. Z nich 12 stanulo na povrchu Měsíce v rámci programu Apollo. Prvním kosmonautem z jiné země než SSSR a USA se stal 2. března 1978 Vladimír Remek z bývalého Československa.
Současným největším pilotovaným programem je provozování Mezinárodní vesmírné stanice. Dalším je čínský program letů lodí Šen-čou.
K 16. září 2011 bylo profesionálních kosmonautů a astronautů 145. Z toho 63 v americké NASA (v tom dva procházející základním výcvikem, není započteno 43 astronautů-manažerů); 40 v Rusku (37 v oddílu Střediska přípravy kosmonautů, v tom sedm procházejících základním výcvikem, tři v oddílu RKK Eněrgija); po 14 kosmonautech měl čínský oddíl a oddíl Evropské kosmické agentury; devět sloužilo v oddílu japonské kosmické agentury (JAXA) a pět v oddílu Kanadské kosmické agentury (CSA).
V průběhu pilotovaných kosmických letů zahynulo 18 kosmonautů, z toho 13 Američanů (při letu STS-51-L roku 1986 a STS-107 roku 2003), čtyři Sověti (při letu Sojuzu 1 roku 1967 a Sojuzu 11 roku 1971) a jeden Izraelec (v letu STS-107). (Do této statistiky nejsou zahrnuta úmrtí v průběhu pozemní přípravy letů – jako byla havárie Apolla 1.) Všechny havárie s výjimkou letu Sojuzu 11 se odehrály pod Kármánovou linií, jedinými lidmi, kteří zemřeli ve vesmíru, jsou tedy 3 členové tohoto letu.

## Příprava kosmonautů

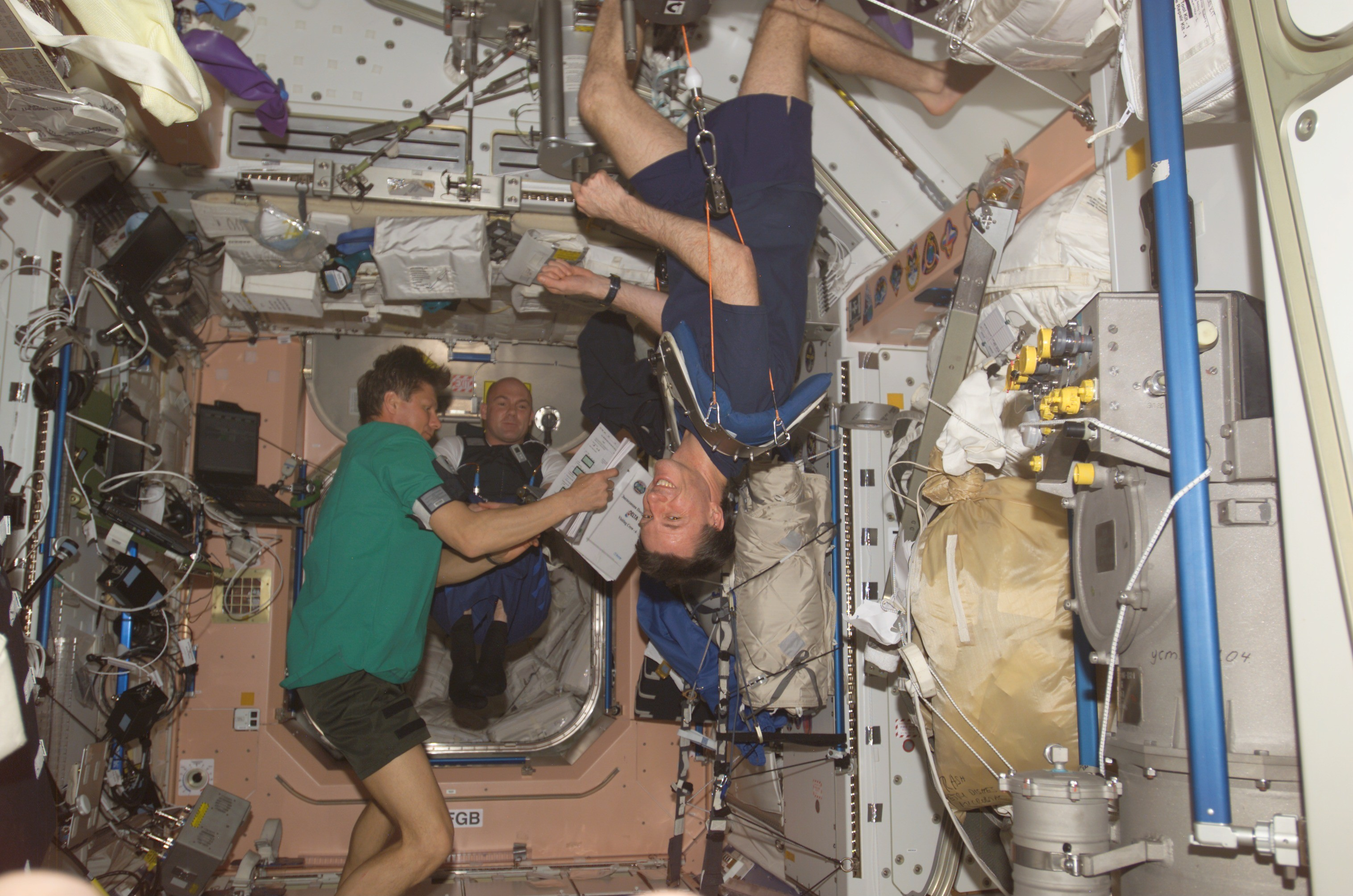
Kosmonaut Gennady Padalka z RKA (nalevo), Andre Kuipers z ESA (uprostřed) a C. Michael Foale z NASA (napravo) v ISS (2004)

První kosmonauti v USA i SSSR byli vybíráni z vojenských a zkušebních letců. Později do kosmu začali létat i zástupci dalších profesí, především inženýři zaměstnaní u výrobců kosmické techniky, vědci, lékaři a další.
Příprava kosmonautů na let sestává ze tří etap:
1. Všeobecná kosmická příprava. Cílem je získání znalostí, návyků a dovedností nutných pro výkon povolání kosmonauta. V Sovětském svazu/Rusku trvá standardně dva roky, zakončena je zkouškou před státní mezirezortní komisí. Ve Spojených státech je jednoletá.
2. Specializovaná kosmická příprava. V ní se kosmonaut připravuje na let v kosmické lodi určitého typu.
3. Předletová kosmická příprava. Nyní se kosmonaut připravuje se členy své posádky na konkrétní kosmický let.

Výcvik kosmonautů zahrnuje přípravu fyzickou, leteckou, parašutistickou a lékařsko-biologickou, výcvik k přežití v případě havárie nebo přistání v neobydlených oblastech. Dále technickou přípravu, zejména výcvik na trenažérech kosmických lodí k využití palubních systémů a vybavení, trénink ve stavu beztíže a za přetížení, seznámení se systémy zabezpečení životních podmínek a skafandry. Navíc se kosmonauti učí provádět vědecké experimenty a ekologické výzkumy, zkušební výrobu materiálů. Nezbytnou součástí znalostí kosmonauta je kosmická navigace, výcvik k provádění údržby, oprav a rekonstrukcí kosmických lodí a družic.
Zatímco v počátcích vesmírných letů byla rozhodujícím kritériem výběru fyzická kondice kosmonautů a zvládání stresových situací (odborné znalosti jsou samozřejmé a dají se doplnit), s prodlužováním kosmických letů se pozornost přesunula na komunikační a sociální dovednosti. I při letech na ISS je velký důraz kladen na vzájemnou spolupráci a poznávání amerických a ruských kosmonautů až po přátelství jejich rodin

## Posádky
První kosmické lodě byly jednomístné, ve vícemístných lodích má každý člen posádky své vlastní úkoly a odpovědnost.

### Posádky sovětských a ruských lodí

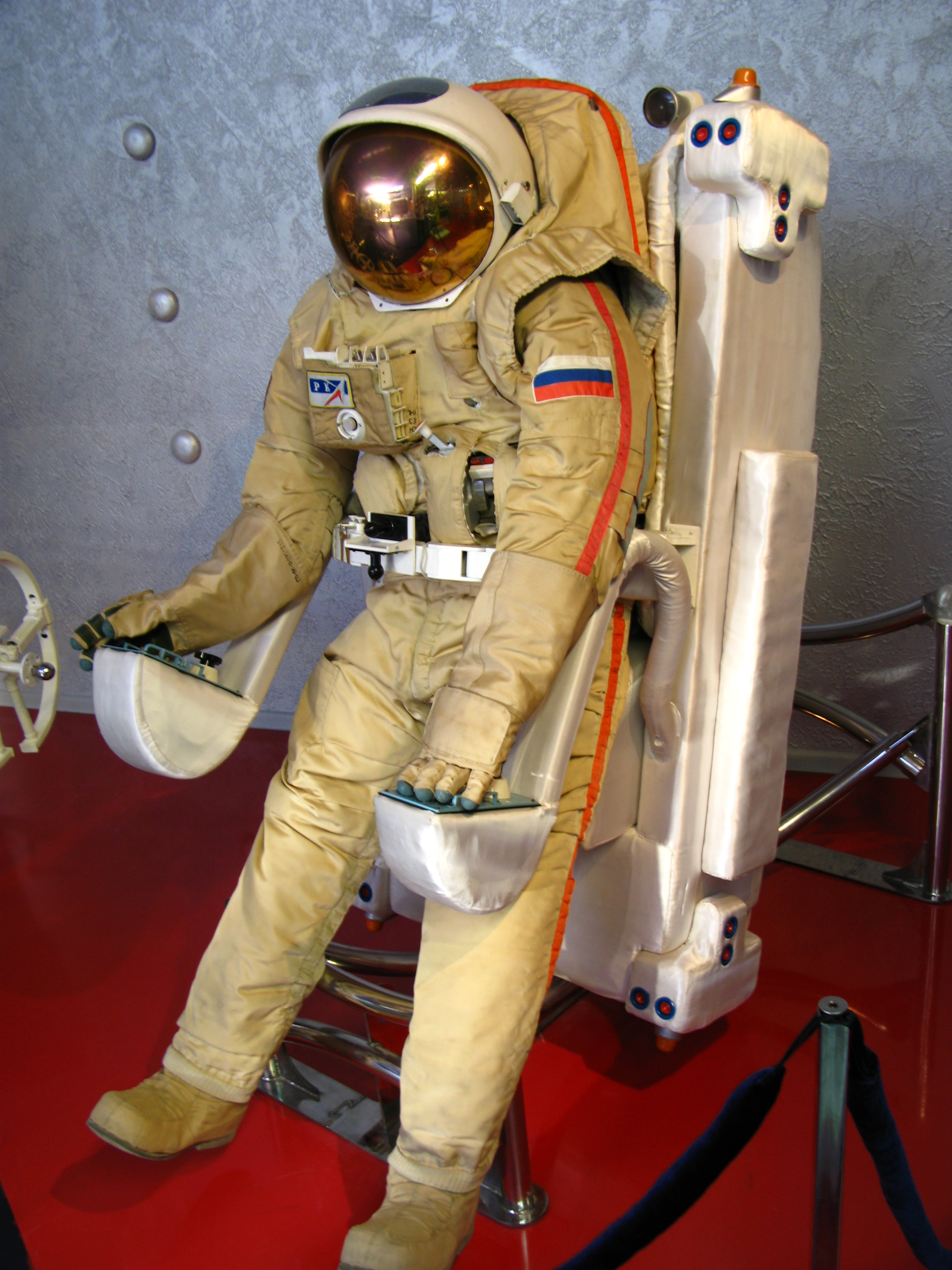
Ruský skafandr v muzeu Památníku pokořitelů kosmu

V Voschodu-1 letěli velitel posádky (командир экипажа), palubní inženýr (бортинженер) a lékař (врач). V Voschodu-2 byl velitel lodi (командир корабля) a druhý pilot (второй пилот).
V dalších sovětských a ruských kosmických plavidlech (lodě Sojuz) je první člen posádky vždy velitel lodě. Druhý je palubní inženýr, pouze ve dvoučlenných posádkách programu Interkosmos létal zahraniční kosmonaut-výzkumník (космонавт-исследователь). Eventuální třetí člen posádky je nazýván různě v závislosti na jeho úkolech, do roku 1971 zpravidla inženýr-výzkumník (инженер-исследователь), později obvykle kosmonaut-výzkumník (космонавт-исследователь), někdy palubní inženýr 2 (бортинженер-2), nebo lékař-výzkumník (врач-исследователь), takzvaní kosmičtí turisté jsou oficiálně účastníci kosmického letu (участник космического полёта).

### Posádky amerických lodí
V lodích Gemini tvořil posádku velitel (Command Pilot) a pilot (Pilot).
V Apollech letěl velitel (Commander), pilot velitelského modulu (Command Module pilot) a pilot lunárního modulu (Lunar module pilot), při letu Sojuz-Apollo nahrazen pilotem stykovacího modulu (Docking Module Pilot).
Posádky v programu Skylab se skládaly z velitele, pilota a vědeckého pilota (Science Pilot).
Posádky raketoplánu Space Shuttle tvořili velitelé, piloti a několik letových specialistů (Mission Specialist) nebo specialistů pro užitečné zatížení (Payload Specialist). Někdy byl určen velitel pro užitečné zatížení (Payload Commander), ojediněle byl členem posádky účastník kosmického letu (Spaceflight Participant). Velitel pilotoval raketoplán, byl zodpovědný za bezpečnost letu a posádku.
Pilot pomáhal veliteli v pilotování raketoplánu. Velitel pro užitečné zatížení řídil práce související s nákladem lodi. Letoví specialisté využívali systémy raketoplánu, včetně kanadské ruky a provádění výstupů do vesmíru, asistují pilotům. Mají hlavní roli v sestavování ISS. Specialisté pro užitečné zatížení provádějí experimenty a práce vyžadující speciální znalosti a dovednosti. Program amerických raketoplánů skončil v roce 2011.

### ISS
Posádky stanice ISS jsou složeny z velitele, palubního inženýra (Flight Engineer) a výzkumníka (Science Officer).

## Kosmonauti podle zemí
Od roku 1961 do června roku 2016 do vesmíru vzlétli občané 38 států. Poslat člověka do vesmíru vlastními silami jsou schopné pouze tři státy, a to od roku 1961 Sovětský svaz, resp. Rusko, od roku 1962 Spojené státy americké a od roku 2003 i Čína.

### Sovětský svaz/Rusko

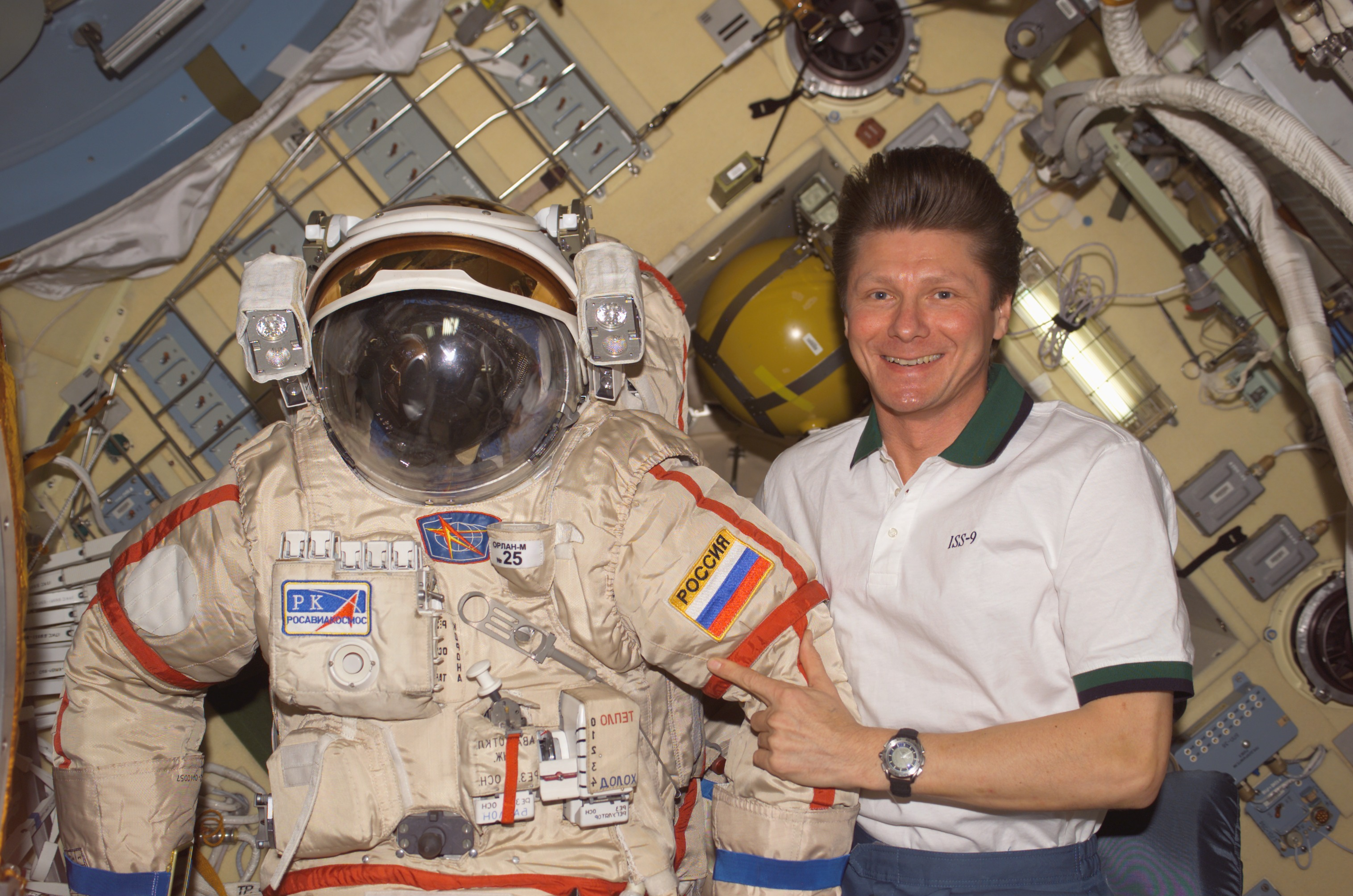
Kosmonaut na ISS

V Sovětském svazu byla první skupina kosmonautů zformována v březnu 1960. Bylo rozhodnuto vybrat dvacet vojenských pilotů. Pro přípravu kosmonautů vzniklo Centrum přípravy kosmonautů (CPK) podřízené velitelství vojenského letectva.
Záhy po začátku kosmických letů prosazovalo vedení konstrukčních kanceláří a výrobních závodů účast svých zaměstnanců v kosmických letech. Po ostrých několikaletých sporech bylo dosaženo kompromisu, velitelem lodí Sojuz byl voják z CPK, palubní inženýr lodi byl inženýr z konstrukční kanceláře CKBEM. V březnu 1967 padlo rozhodnutí vlády o oficiálním založení samostatných oddílů v ministerstvu všeobecného strojírenství, zdravotnictví a Akademii věd. V průběhu doby se každá sovětská instituce výrazněji zúčastněná v kosmickém programu snažila o sestavení vlastního oddílu kosmonautů. Plnohodnotný oddíl účastnící se letů do vesmíru sestavilo pouze několik z nich.
Byly to vojenské letectvo (Centrum přípravy kosmonautů, okolo kterého vyrostlo Hvězdné městečko), společnost RKK Energija (předtím postupně OKB-1 v čele s S. P. Koroljovem, CKBEM, NPO Energija pod ministerstvem všeobecného strojírenství, dnes pod Roskosmosem) a Institut lékařsko-biologických problémů ministerstva zdravotnictví.

### Spojené státy americké
V současné době existuje ve Spojených státech jediný oddíl – oddíl astronautů NASA existující od roku 1959. Kromě profesionálních astronautů se v Johnsonovu kosmickém středisku NASA připravují na kosmické lety též vojenští i civilní specialisté jiných organizací, zpravidla účastnící se jednoho letu po němž se vracejí k předešlé práci.
V minulosti existovaly vojenské oddíly astronautů nezávislé na NASA. Úspěšný byl program suborbitálních letů X-15, ostatní vojenské programy (X-20, MOL) vyústily do ztracena. V letectvu existoval oddíl astronautů od roku 1979, ale perspektivy letů byly nízké a program byl roku 1988 zrušen.

### Čína
Diskuze o pilotovaných letech začala v Číně na jaře 1966 v souvislosti s přípravou desetiletého plánu kosmických výzkumů. Program byl přijat v květnu 1966. Základním úkolem byla výroba návratové fotoprůzkumné družice, pilotovaná kosmická loď měla být odvozenou verzí. Roku 1968 začaly práce na kosmické lodi, v letech 1970–1971 proběhl první výběr budoucích kosmonautů. V létě 1971 zahájilo činnost výcvikové středisko, v listopadu téhož roku kosmonauti zahájili přípravu, s prvním letem se počítalo koncem roku 1973. Ale už v září 1971 Maův zástupce a ministr obrany Lin Piao na útěku z Číny zemřel, mezi jeho zatčenými spojenci v armádě bylo i vedení centra přípravy kosmonautů, poté byl program v květnu 1972 zrušen.
Koncem sedmdesátých let byl pilotovaný kosmický program obnoven, v čínském tisku se objevily zprávy o přípravě kosmonautů. V prosinci 1980 bylo oznámeno zrušení programu.
V sovětském i čínském tisku se v letech 1986–1989 objevily zprávy o oddílu kosmonautů, o této etapě čínského pilotovaného kosmického programu existuje jen skrovně informací.
Roku 1992 vláda rozhodla o zahájení programu pilotovaných kosmických letů. Začaly práce na kosmické lodi Šen-čou a od roku 1994 výběr kosmonautů. Od listopadu 1996 dva první kosmonauté zahájili přípravu v Hvězdném městečku v Rusku, v lednu 1998 byl zformován čtrnáctičlenný oddíl kosmonautů ze dvou navrátilců z Ruska, nyní instruktorů, a dvanácti finalistů výběru. První kosmický let čínského kosmonauta proběhl v říjnu 2003. Další lety proběhly v letech 2005, 2008 a 2012.

### Francie, Německo, Kanada, Itálie, Japonsko
Pět zemí, Francie, Německo, Kanada, Itálie a Japonsko, v první polovině 80. let založilo vlastní oddíly astronautů, zpravidla sestávající pouze z několika, maximálně desítky, členů.
Od počátku 80. let se do kosmu dostalo kolem desíti občanů těchto států. Evropané létali střídavě na amerických i ruských (dříve sovětských) lodích, Kanaďané a Japonci se vesmírných cest účastnili v amerických raketoplánech Space Shuttle. Po ukončení provozu raketoplánů všichni létají ruskými Sojuzy.
Oddíl astronautů Francie existoval od června 1980, v rámci agentury CNES. Francouzi létali jak ruskými (dříve sovětskými) Sojuzy, tak americkými Shuttly, Jean-Loup Chrétien se dokonce připravoval na let sovětským raketoplánem Buran. V devadesátých letech létali prakticky každoročně, od roku 1998 postupně francouzští astronauti přecházeli do oddílu ESA, poslední astronaut přešel v prosinci 2002.
Od května 1978 se německý astronaut objevil mezi prvními astronauty ESA, od prosince 1982 měla své astronauty i německá kosmická agentura DLR. Ti i oni začali lety s Američany, od roku 1990 navštěvovali i sovětský/ruský Mir. Thomas Reiter si z Evropanů užil kosmických letů nejvíce, absolvoval na Miru a na ISS dva dlouhodobé pobyty v celkové délce 350 dní. V letech 1998–1999 přešli všichni astronauti DLR k ESA.
V prosinci 1983 byli vybráni první astronauti Kanady pro lety raketoplánem Space Shuttle. Po založení Kanadské vesmírné agentury roku 1989 přešli do ní i kanadští astronauti. Kanaďané létali do kosmu s Američany.
Oddíl astronautů Itálie existoval od listopadu 1984 do srpna 1998, od té doby působí Italové v oddílu ESA. V devadesátých letech absolvovali několik cest Space Shuttlem, v novém století (až do ukončení provozu raketoplánů) Italové střídali lety v Sojuzech a raketoplánech.
V červnu 1985 byl založen i oddíl astronautů Japonska v japonské kosmické agentuře NASDA (2003 sloučena se dvěma dalšími organizacemi v JAXA). Japonci létali do vesmíru na palubě Shuttlů. Početnost oddílu postupně vzrůstala až na 8 členů (od roku 1999). Nezávisle na státu letěl roku 1990 Sojuzem na Mir novinář televizní stanice TBS, na podzim 2006 jen o málo unikl kosmický let soukromníkovi Daisuke Enomotovi.

### ESA
První astronauti ESA byli vybráni k letům na raketoplánu Space shuttle v květnu 1978. Paralelně v Francii, Německu a Itálii vznikly národní oddíly. Nový nábor pod hlavičkou ESA proběhl začátkem 90. let, od roku 1992 členové rozšířeného oddílu létali v amerických i ruských lodích. Roku 1998 bylo rozhodnuto o rozpuštění národních oddílu členských zemí ESA (týkalo se tří výše uvedených zemí) a soustředění všech astronautů členských zemí ESA do jednoho oddílu.

### Ostatní státy
Z ostatních zemí se kosmických letů zúčastnil jeden, nejvýše dva občané. Obyvatelé zemí ESA mají šanci na členství v oddílu ESA. Lidé z ostatních států se do vesmíru dostali zpravidla díky jednorázové nabídce kosmických velmocí, Sovětského svazu, resp. Ruska, nebo Spojených států, učiněné té které vládě. Zejména Sovětský svaz v druhé polovině 80. let nabízel kosmický let za poplatek každé rozvinutější zemi.

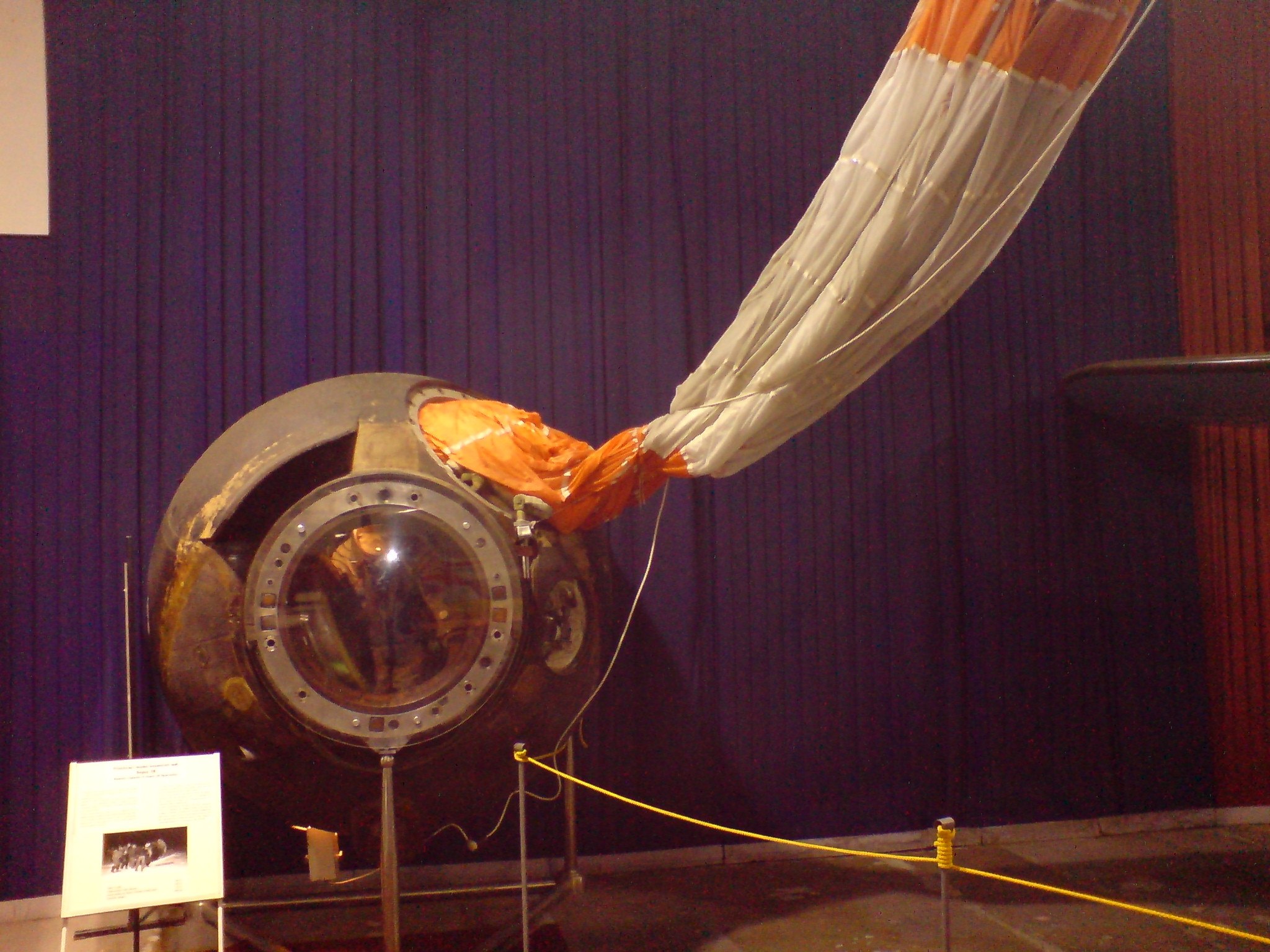
Modul Sojuzu 28, ve kterém se Remek vrátil na Zemi, Letecké muzeum Kbely

Země, které měly nebo mají svého kosmonauta

Přehled zemí s jedním nebo dvěma kosmonauty
| Stát                    | Kosmonaut                                   | Počet letů | Rok (prvního) letu | Právní základ letu                                   |
| ----------------------- | ------------------------------------------- | ---------- | ------------------ | ---------------------------------------------------- |
| ČSSR                    | Vladimír Remek                              | 1          | 1978               | program Interkosmos                                  |
| Polsko                  | Mirosław Hermaszewski                       | 1          | 1978               | program Interkosmos                                  |
| NDR                     | Sigmund Jähn                                | 1          | 1978               | program Interkosmos                                  |
| Bulharsko               | Georgi Ivanov Alexandr Panajotov Alexandrov | 1          | 1979 1988          | program Interkosmos                                  |
| Maďarsko                | Bertalan Farkas                             | 1          | 1980               | program Interkosmos                                  |
| Kuba                    | Arnaldo Tamayo Mendez                       | 1          | 1980               | program Interkosmos                                  |
| Vietnam                 | Pham Tuan                                   | 1          | 1980               | program Interkosmos                                  |
| Mongolsko               | Džugderdemidin Gurragčá                     | 1          | 1981               | program Interkosmos                                  |
| Rumunsko                | Dumitru Prunariu                            | 1          | 1981               | program Interkosmos                                  |
| Indie                   | Rákeš Šarma                                 | 1          | 1984               | mezivládní dohoda se Sovětským svazem                |
| Saúdská Arábie          | Sultan Al-Saud                              | 1          | 1985               | mezivládní dohoda se Spojenými státy                 |
| Nizozemsko              | Wubbo Ockels André Kuipers                  | 1          | 1985 2004          | členové oddílu ESA                                   |
| Mexiko                  | Rodolfo Neri Vela                           | 1          | 1985               | mezivládní dohoda se Spojenými státy                 |
| Sýrie                   | Muhammed Ahmad Fáris                        | 1          | 1987               | mezivládní dohoda se Sovětským svazem                |
| Afghánistán             | Abdul Ahad Mómand                           | 1          | 1988               | mezivládní dohoda se Sovětským svazem                |
| Velká Británie          | Helen Sharmanová                            | 1          | 1991               | komerční dohoda se Sovětským svazem                  |
| Rakousko                | Franz Viehböck                              | 1          | 1991               | mezivládní dohoda se Sovětským svazem                |
| Belgie                  | Dirk Frimout Frank De Winne                 | 1          | 1992 2002          | mezivládní dohoda se Spojenými státy člen oddílu ESA |
| Švýcarsko               | Claude Nicollier                            | 4          | 1992 až 1999       | člen oddílu ESA                                      |
| Ukrajina                | Leonid Kosťantynovyč Kadeňuk                | 1          | 1997               | mezivládní dohoda se Spojenými státy                 |
| Španělsko               | Pedro Duque                                 | 2          | 1998 a 2003        | člen oddílu ESA                                      |
| Slovensko               | Ivan Bella                                  | 1          | 1999               | mezivládní dohoda s Ruskem                           |
| JAR                     | Mark Shuttleworth                           | 1          | 2002               | dohoda soukromníka s Ruskem                          |
| Izrael                  | Ilan Ramon                                  | 1          | 2003               | mezivládní dohoda se Spojenými státy                 |
| Brazílie                | Marcos Pontes                               | 1          | 2006               | mezivládní dohoda s Ruskem                           |
| Švédsko                 | Christer Fuglesang                          | 1          | 2006               | člen oddílu ESA                                      |
| Malajsie                | Sheikh Muszaphar Shukor                     | 1          | 2007               | mezivládní dohoda s Ruskem                           |
| Jižní Korea             | I So-jon                                    | 1          | 2008               | mezivládní dohoda s Ruskem                           |
| Dánsko                  | Andreas Mogensen                            | 1          | 2015               | člen oddílu ESA                                      |
| Kazachstán              | Ajdyn Aimbetov                              | 1          | 2015               | mezivládní dohoda s Ruskem                           |
| Spojené arabské emiráty | Hazzá al-Mansúrí                            | 1          | 2019               | mezivládní dohoda s Ruskem                           |

## Vesmírní turisté

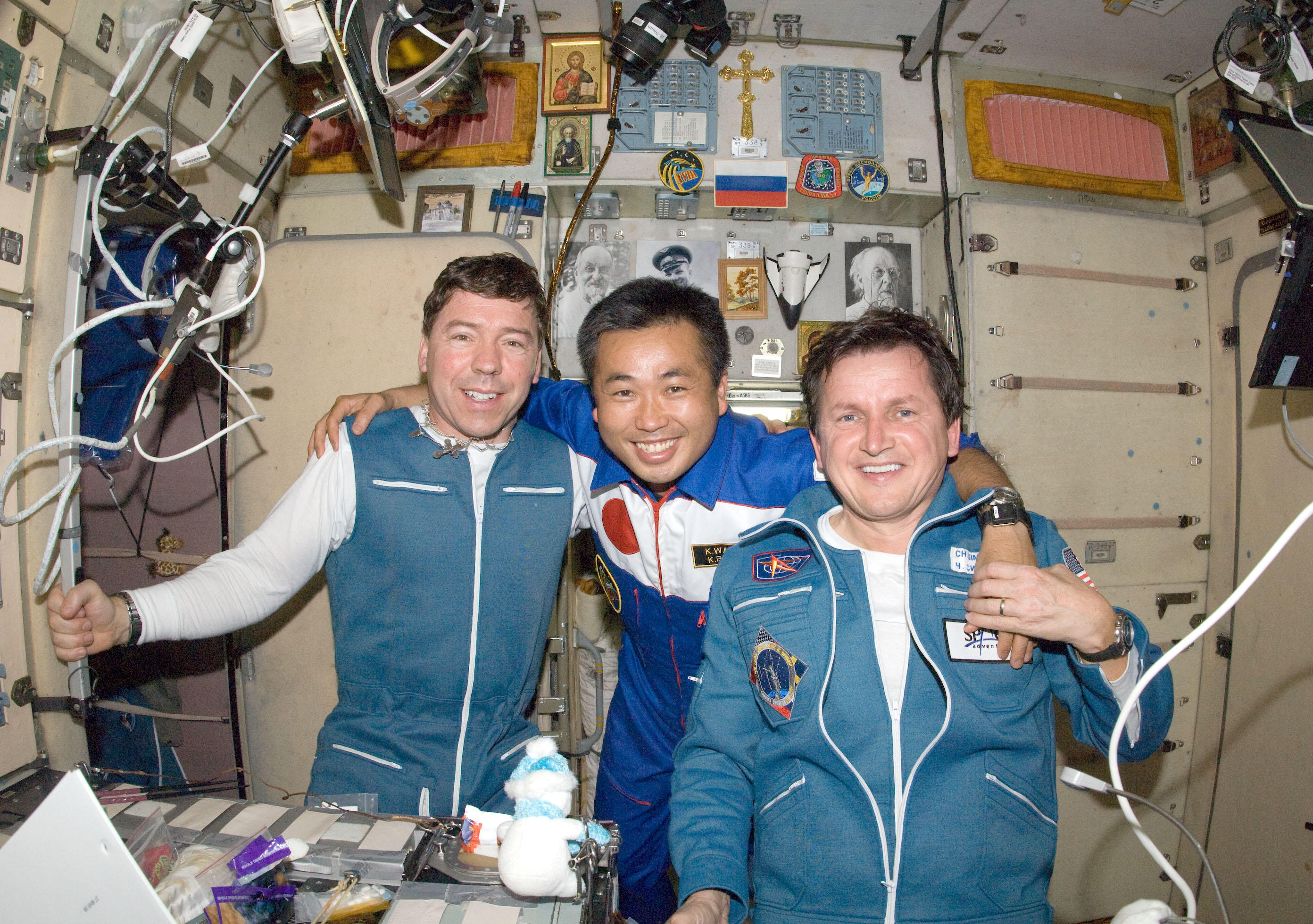
Vesmírný turista Charles Simonyi (napravo) na palubě ISS

Od roku 2000 umožňuje ruská agentura Roskosmos jako jediná na světě i soukromníkům možnost zaplatit si let do vesmíru. Zájemci musí projít lékařskou komisí a absolvovat půlroční výcvik ve Středisku přípravy kosmonautů v Hvězdném městečku u Moskvy. V letech 2001–2009 proběhlo sedm takových letů, pět kosmických turistů byli občané USA, jeden pocházel z Jihoafrické republiky a jeden z Kanady. Cena se pohybovala mezi 20 až 40 miliony dolarů.
Další let kosmického turisty byl uvažován na září 2015. Naposledy letěli dva japonští vesmírní turisté na palubě Sojuzu roku 2021.